# جامع الزيتونة

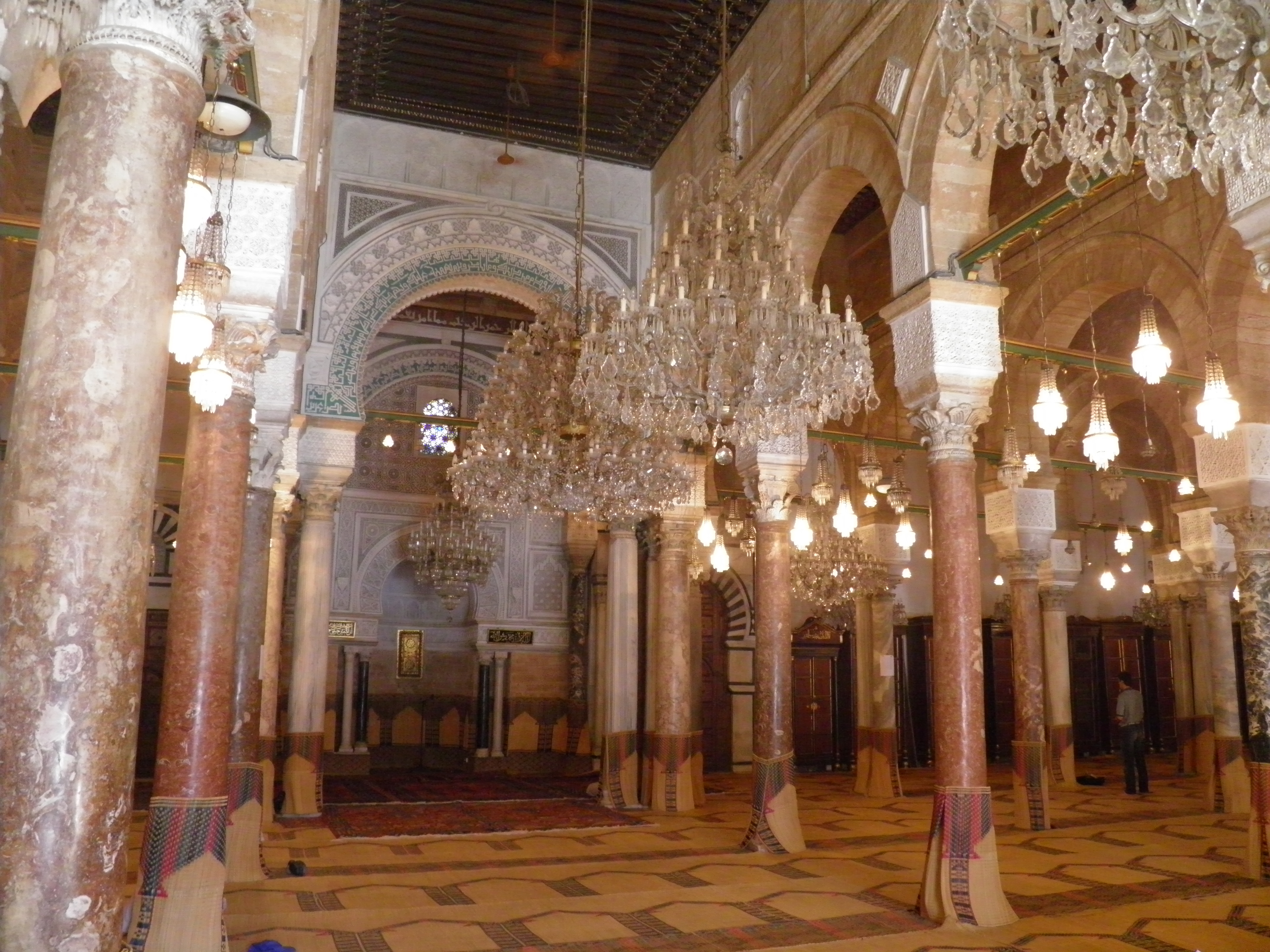
جامع الزيتونة من الداخل.

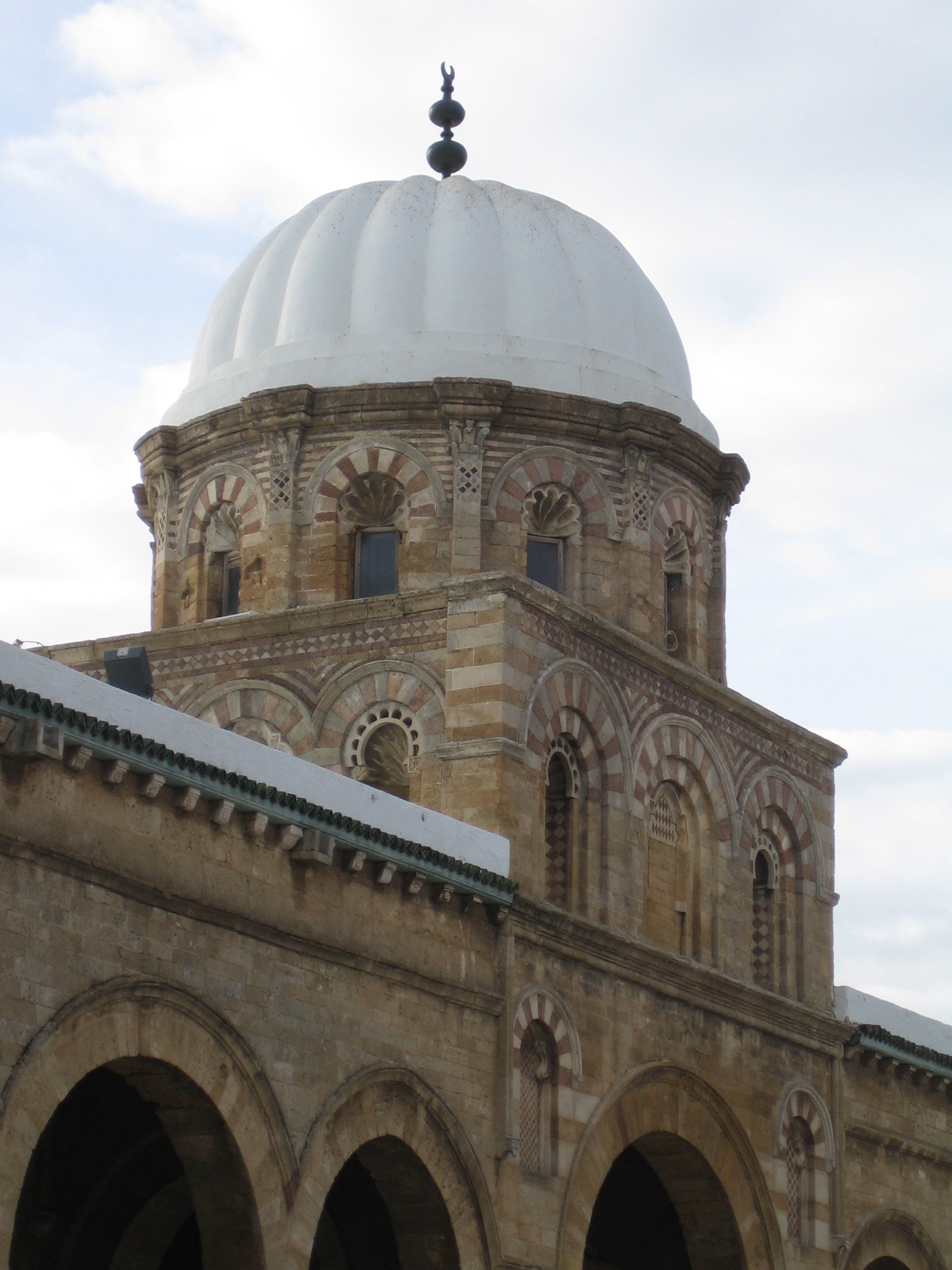
قبة جامع الزيتونة ذات الهندسة الأموية.

خريطة جامع الزيتونة مع مراحل توسعه تاريخيا.

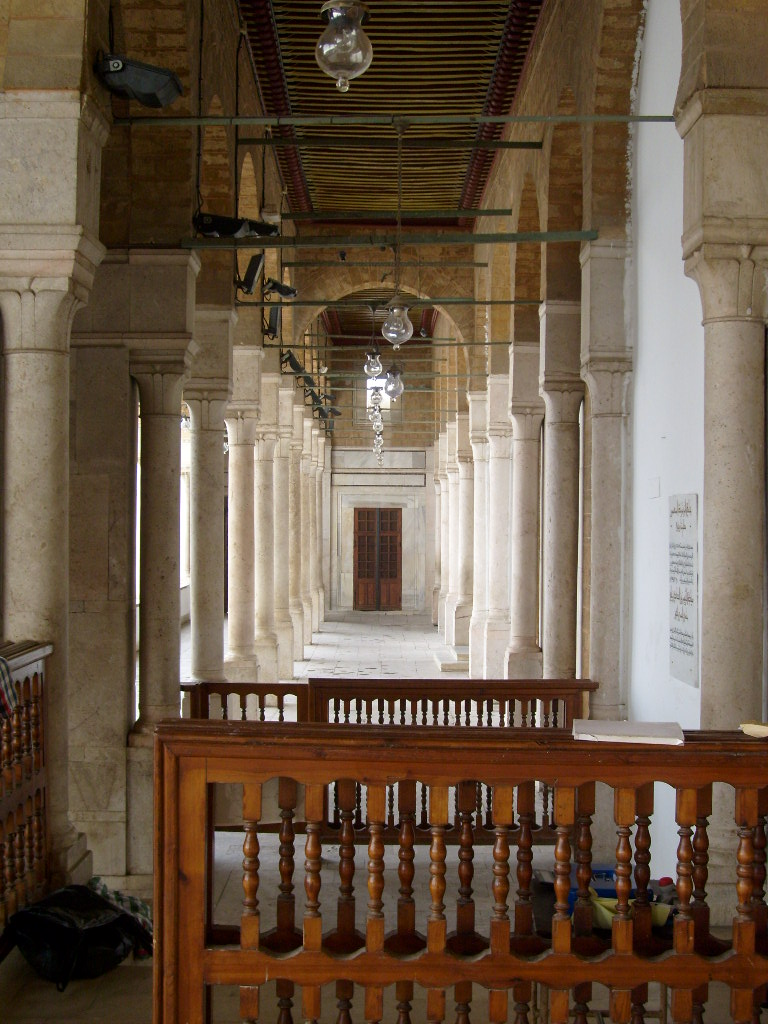
الأعمدة الحفصية على الواجهة الشرقية.

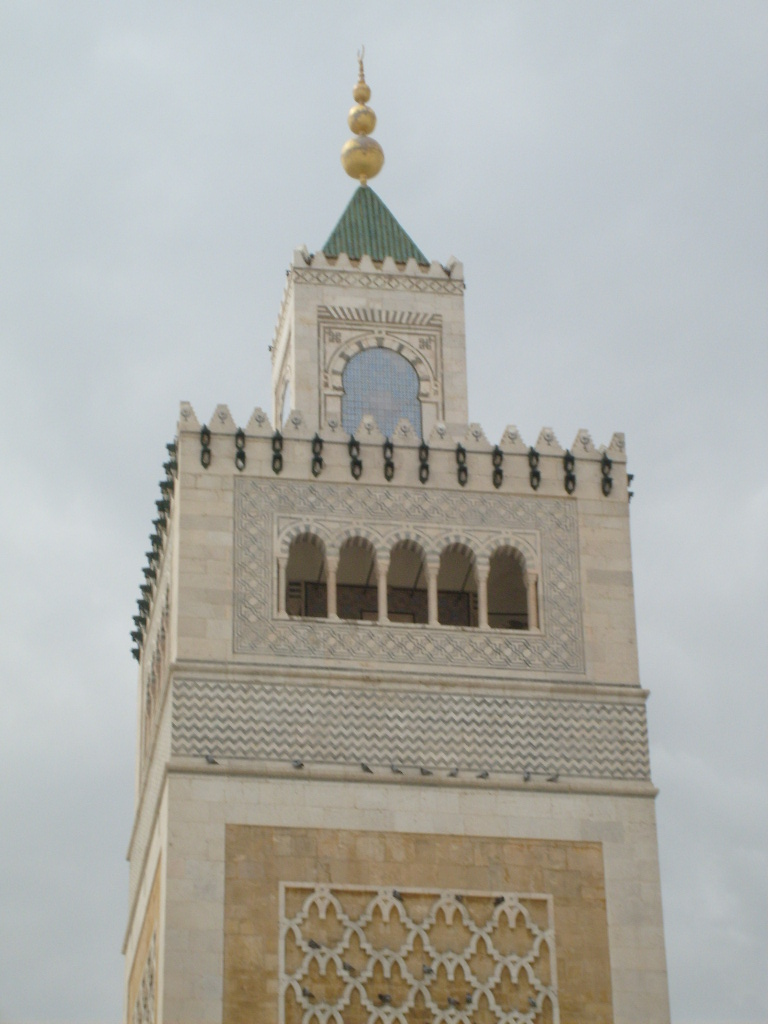
قمة منارة (صومعة) جامع الزيتونة المفتوحة في 1894.

جامع الزيتونة أو جامع الزيتونة المعمور أو الجامع الأعظم، هو المسجد الجامع الرئيسي في مدينة تونس العتيقة في تونس العاصمة في تونس، وأكبرها وأقدمها ويرجع للسنة على المذهب المالكي. تأسس في 698 م(79 هـ) بأمر من حسان بن النعمان وأتمه عبيد الله بن الحبحاب في 732م، ويعتبر ثاني أقدم مسجد في تونس بعد جامع عقبة بن نافع.
يقع الجامع على مساحة 5000 متر مربع، ولديه تسعة أبواب، وقاعته الداخلية تتكون من 184 عمود، آتية أساسا من الموقع الأثري بقرطاج.
شغل المنصب لمدة طويلة كموقع دفاع لوجهته على البحر وذلك عبر صومعته.
تقود الجامع هيئة تسمى مشيخة الجامع الأعظم.

## التاريخ

### التأسيس
نواة جامع الزيتونة كانت في أرض تتوسطها شجرة زيتون ومنه سمي جامع الزيتونة.
الغساني حسان بن النعمان أمر بتأسيس الجامع والذي انتهت فيه الأشغال في 698 أثناء الفتح الإسلامي لتونس، ثم قام بتوسيعه قليلا في 704. بعد ذلك أمر والي أفريقية الأموي عبيد الله بن الحبحاب بإتمامه وكان ذلك في 732.
عدة بحوث أثبت أن الجامع بني على أنقاض كاتدرائية مسيحية، وهو ما يؤكد رواية ابن أبي دينار في وجود قبر القديسة سانت أوليفيا باليرموا (أو قديسة الزيتون)، شهّدها الإمبراطور هادريان في 138، وذلك في مكان الجامع.
الجامع الأموي لم يبقي منه شيء، لأنه قد تم إعادة بنائه بالكامل في 864، تحت حكم الأمير الأغلبي أبو إبراهيم بن الأغلب، وبأمر من الخليفة العباسي المستعين بالله. توجد كتابة في أسفل محراب الجامع تقول أن الأشغال أشرف عليها المعماري فتح الله.
يعتبر جامع الزيتونة ثاني جامع بني في إفريقية، وثاني أكبر جامع في تونس بعد جامع عقبة بن نافع.
ذكر الرحالة والمؤرخ ابن بطوطة جامع الزيتونة في رحلته المنشورة في كاتب: ((رحلة ابن بطوطة: تحفة النظار في غرائب الأمصار وعجائب الأسفار))، وذلك في معرض حديثه عن أحد علماء الدين، وهو أبو علي عمر الهواري، إذ قال عنه: «ومن عوائده أنه يَسْتَنِدُ كلَّ يوم جمعة بعد صلاتها إلى بعض أساطين الجامع الأعظم المعروف بجامع الزيتونة، ويستفتيه الناس في المسائل، فلما أفتى في أربعين مسألة انصرف عن مجلسه ذلك»

### الترميمات
نذ إنشائه، شهد الجامع عمليات ترميم وتبديل عبر مختلف السلالات الحاكمة التي مرت على تونس.
في 990، الأمير الزيري المنصور بن بلكين بن زيري قام بإنشاء قبة البهو، فوق مدخل قاعة الصلاة التي تفتح على فناء المسجد الداخلي. السلطان الحفصي أبو عبد الله محمد المستنصر قدم وزود المسجد بخزانات مائية ضخمة في 1250. في 1316، شهد المسجد عدة عمليات أشغال هامة، السلطان أبو يحيى أبو بكر المتوكل قام بتغيير الركائز ووضع وزخرف أبواب المسجد وغرفه. مكتبة من الطراز التركي قام بتمويلها السلطان العثماني مراد الثاني في 1450.
بعد الغزو الإسباني، أحد أئمة المسجد المجاور لجامع الزيتونة، قام بتزيين منطقة المحراب وأنشأ الرواق الشرقي في 1637.
أخيرا، منارة من طراز المرابطين والموحدين، للمعماريين طاهر بن صابر وسليمان النيقرو، تم إضافتها للمسجد في 1894، في مكان المنارة التي تم بنائها تحت حكم الباي حمودة باشا المرادي في 1652. تم تمويلها من أموال الحبوس وكلفت 000 110 فرنك تونسي.
تم النداء للصلاة والأذان من أعلى المنارة لأول مرة في 26 رمضان 1312 بحضور علي باي الثالث.
بعد الاستقلال في 20 مارس 1956، قام الرئيسين الحبيب بورقيبة وزين العابدين بن علي بعمليات ترميم هامة للجامع. لكن الفترة الممتدة بين في 1970 والثورة التونسية في 2011، شهد الجامع تهميشا كبيرا متعمدا من قبل السلطات في حكم الحبيب بورقيبة وغاب دوره تماما تحت حكم زين العابدين بن علي حتى هروبه إثر الثورة التونسية، وأغلق في بعض الأحيان، وجائت هذه الأفعال مصاحبة لسياسة معاداة الإسلام السياسي في تونس قبل الثورة التونسية في 2011.

## الهندسة والزخرفة

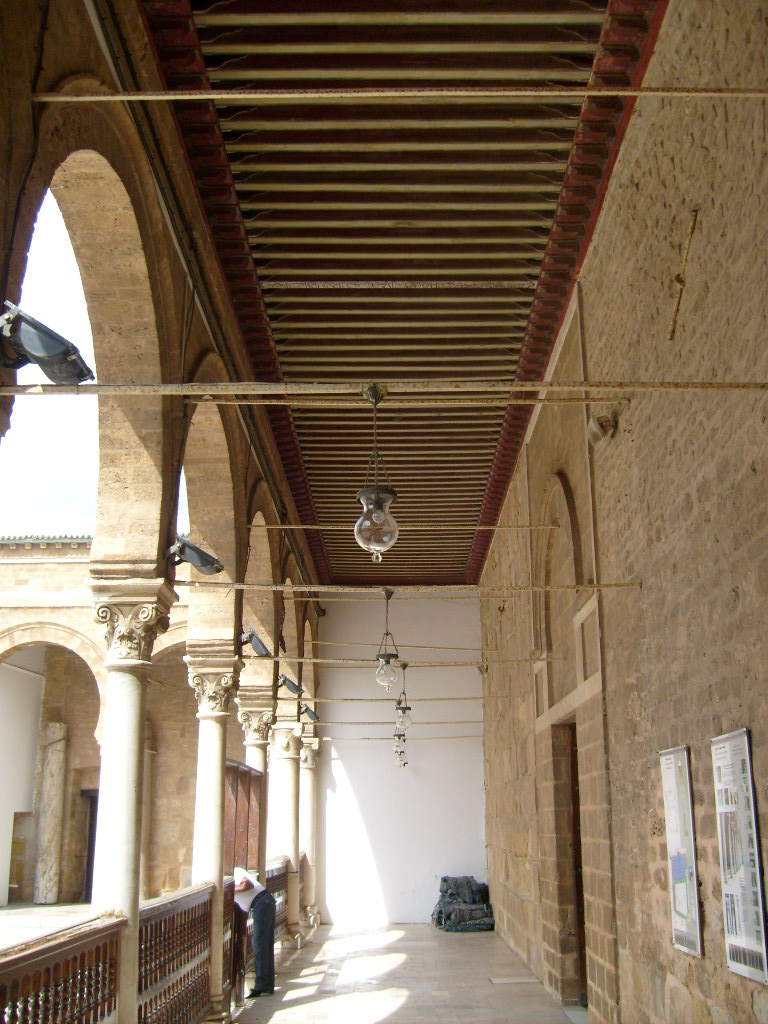
الزخرفة والهندسة المعمارية في فناء جامع الزيتونة

جامع الزيتونة يشبه جامع قرطبة وجامع عقبة بن نافع في القيروان، مع فنائه الخماسي، المحاط برواق من القرن العاشر. الرواق الذي يدير صحن الجامع يرتكز علي أعمدة ذات تيجان، بينما الأروقة الثلاثة الأخرى ترتكز على أعمدة من الرخام الأبيض المستورد من إيطاليا في منتصف القرن التاسع عشر. في منتصف الفناء أو الصحن، توجد مزولة شمسية، تساعد على تحديد أوقات الصلاة.

قبة الصحن الموجودة في مدخل قاعة الصلاة، تتكون من زخارف من حجر المغرة والطابوق الأحمر. المحارب الموجودة في المسجد ترجع للطراز الفاطمي. قاعة الصلاة المعمدة ذات الشكل المربع (56 متر على 24 متر)، تغطي مساحة 344 1 متر مربع، بينما حوالي 160 عمود يحددوا حدود 15 فناء و6 أروقة. الصحن (الفناء) الأوسط والرواق ورواقه أعرض من البقية بقليل (4.80 متر مقابل 3) يتقاطعون أمام المحراب الذي هو نفسه تسقبه قبة مكتوب عليها اسم الخليفة العباسي المستعين بالله. المنارة المربعة في الزاوية الشمالية الغربية للفناء، يبلغ طولها 43 متر، وهي تشبه زخرفة المنارة الموحدية في جامع القصبة، وهي مصنوعة من الحجر الجيري على خلفية الحجر الرملي.
الواجهة الشرقية، تم إتمامها بفناء مزخرف بأعمدة من الطراز الحفصي.

## مكان عبادة
كمكان عبادة رئيسي في مدينة تونس العاصمة، يتم القيام فيه بعدات احتفالات دينية وبحضور مسؤولين دينيين، مثل مفتي الجمهورية التونسية ووزير الشؤون الدينية، وكذلك في الاحتفالات الكبرى رئيس الجمهورية التونسية ورئيس الحكومة ورئيس مجلس نواب الشعب ووزراء وقيادات، إضافة إلى أشراف ونبلاء مدينة تونس قديما، مثل المولد النبوي الشريف وليلة القدر في رمضان. كانت هذه العادة بادرة من إبراهيم الرياحي الذي استدعى باي تونس أحمد باي بن مصطفى للاحتفال في المسجد وهو ما تم قبوله.

## أول جامعة إسلامية وأول جامعة في العالم
لم يكن المعمار وجماليته الاستثناء الوحيد الذي تمتع به جامع الزيتونة، بل شكل دوره الحضاري والعلمي الريادة في العالم العربي والإسلامي إذ اتخذ مفهوم الجامعة الإسلامية منذ تأسيسه وتثبيت مكانته كمركز للتدريس، وذلك عبر جامعة الزيتونة، وقد لعب الجامع دورا طليعيا في نشر الثقافة العربية الإسلامية في بلاد المغرب، وفي رحابه تأسست أول مدرسة فكرية بإفريقيا أشاعت روحا علمية صارمة ومنهجا حديثا في تتبع المسائل نقدا وتمحيصا، ومن أبرز رموز هذه المدرسة علي بن زياد مؤسسها وأسد بن الفرات والإمام سحنون صاحب المدونة التي رتبت المذهب المالكي وقننته.
وكذلك اشتهرت الجامعة الزيتونية في العهد الحفصي بالفقيه المفسر والمحدث ابن عرفة التونسي صاحب المصنفات العديدة وابن خلدون المؤرخ ومبتكر علم الاجتماع. إلا أن الجامع عرف نكسة كبرى عندما دخله الجيش الإسباني في صائفة 1573 فيما يعرف بوقعة الجمعة، واستولوا على مخطوطاته، ونقلوا عددا منها إلى إسبانيا وإلى مكتبة البابا، وهذا في إطار غزو تونس.
لقد تخرج من الزيتونة طوال مسيرتها آلاف العلماء والمصلحين الذين عملوا على إصلاح أمة الإسلام والنهوض بها. إذ لم تكتف جامعة الزيتونة بأن تكون منارة تشع بعلمها وفكرها في العالم وتساهم في مسيرة الإبداع والتقدم وتقوم على العلم الصحيح والمعرفة الحقة والقيم الإسلامية السمحة، وإنما كانت إلى ذلك قاعدة للتحرر والتحرير من خلال إعداد الزعامات الوطنية وترسيخ الوعي بالهوية العربية الإسلامية ففيها تخرج المؤرخ ابن خلدون وابن عرفة والتيجاني وأبو الحسن الشاذلي وإبراهيم الرياحي وسالم بوحاجب ومحمد النخلي ومحمد الطاهر بن عاشور صاحب التحرير والتنوير، ومحمد الخضر حسين شيخ جامع الأزهر ومحمد عبد العزيز جعيط والمصلح الزعيم عبد العزيز الثعالبي وشاعر تونس أبو القاسم الشابي صاحب (ديوان أغاني الحياة) وطاهر الحداد صاحب كتاب امرأتنا في الشريعة والمجتمع والتعليم الإسلامي وحركة الإصلاح في جامع الزيتونة، ومن حلقاته العلمية برز المصلح الجزائري عبد الحميد بن باديس والرئيس الجزائري السابق هواري بومدين و القاضي محمد بن عمار، وغيرهم كثير من النخب التونسية والمغاربية والعربية.
لقد تجاوز إشعاع جامعة الزيتونة حدود تونس ليصل إلى سائر الأقطار الإسلامية ولعل المفكر العربي الكبير شكيب أرسلان يوجز دور الزيتونة عندما اعتبره إلى جانب جامع الأزهر والجامع الأموي وجامع القرويين أكبر حصن للغة العربية والشريعة الإسلامية في القرون الأخيرة.
ومع دوره كمكان للصلاة والعبادة كان جامع الزيتونة منارة للعلم والتعليم على غرار المساجد الكبرى في مختلف أصقاع العالم الإسلامي، حيث تلتئم حلقات الدرس حول الأئمة والمشايخ للاستزادة من علوم الدين ومقاصد الشريعة وبمرور الزمن أخذ التدريس في جامع الزيتونة يتخذ شكلا نظاميا حتى غدا في القرن الثامن للهجرة، عصر ابن خلدون، بمثابة المؤسسة الجامعية التي لها قوانينها ونواميسها وعاداتها وتقاليدها ومناهجها وإجازاتها، وتشد إليها الرحال من مختلف أنحاء المغرب العربي طلبا للعلم أو للاستزادة منه.
وقد ساهم جامع الزيتونة خلال فترة الاستعمار الفرنسي في المحافظة على الثقافة العربية الإسلامية لتونس، وقاوم بصلابة محاولات القضاء على انتماء تونس العربي الإسلامي، وكان جامع الزيتونة هو المدافع عن اللغة العربية في هذه الفترة الحرجة من تاريخ تونس بعد أن فقدت اللغة العربية كل المدافعين عنها تحت تأثير وسيطرة الاستعمار، مما جعل المقيم العام الفرنسي يقول: «عندما قدمت إلى تونس وجدت أكثر من عشرين ألف مدافع عن العربية», وهو يقصد طلاب العلم في جامعة الزيتونة.

## معرض الصور

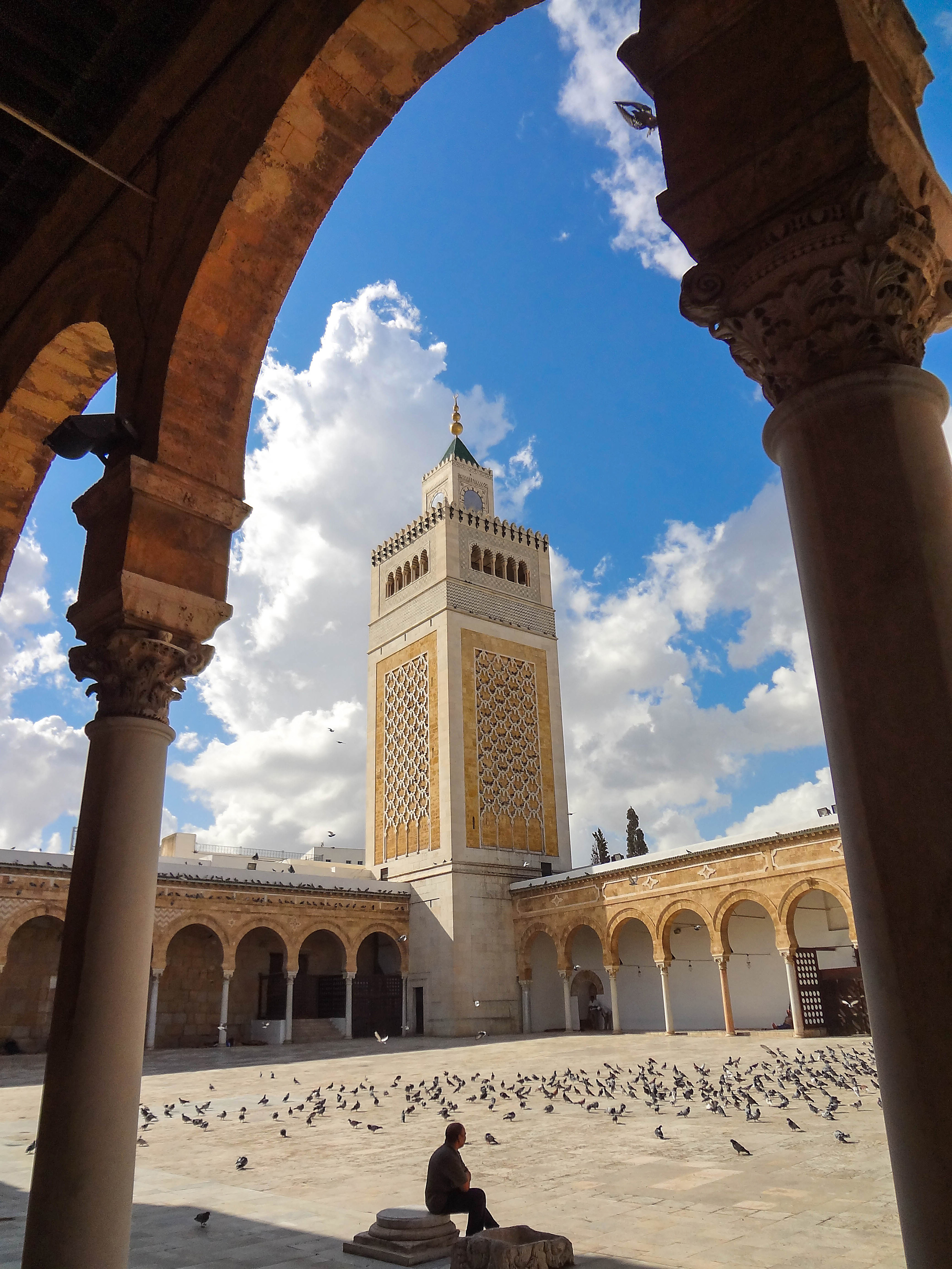
جامع الزيتونة المعمور
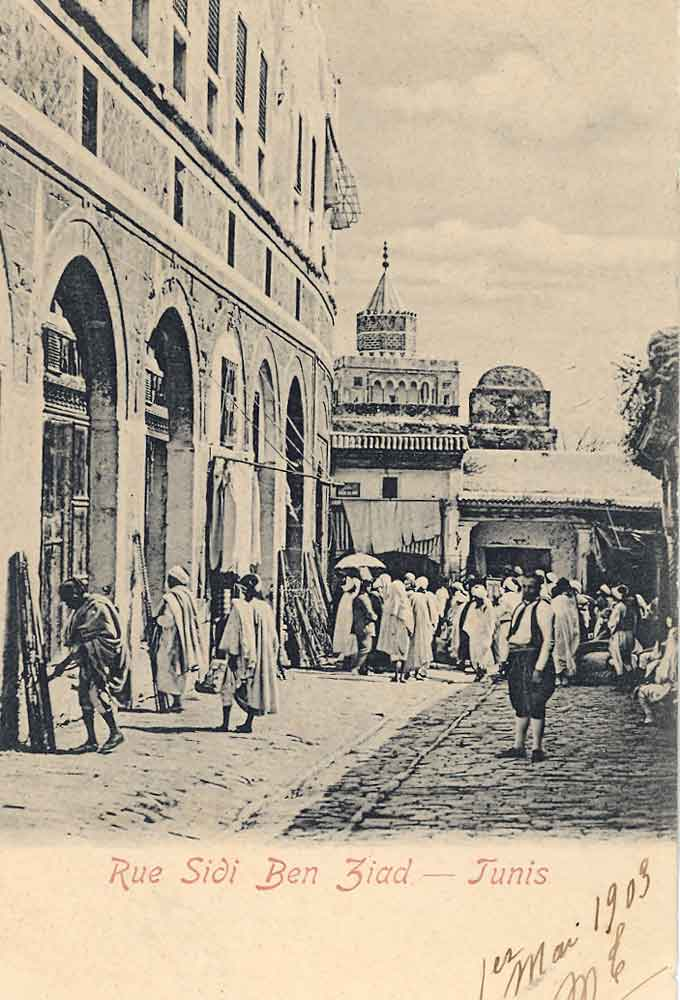
مئذنة جامع الزيتونة كما كانت تظهر من نهج سيدي بن زياد عام 1880
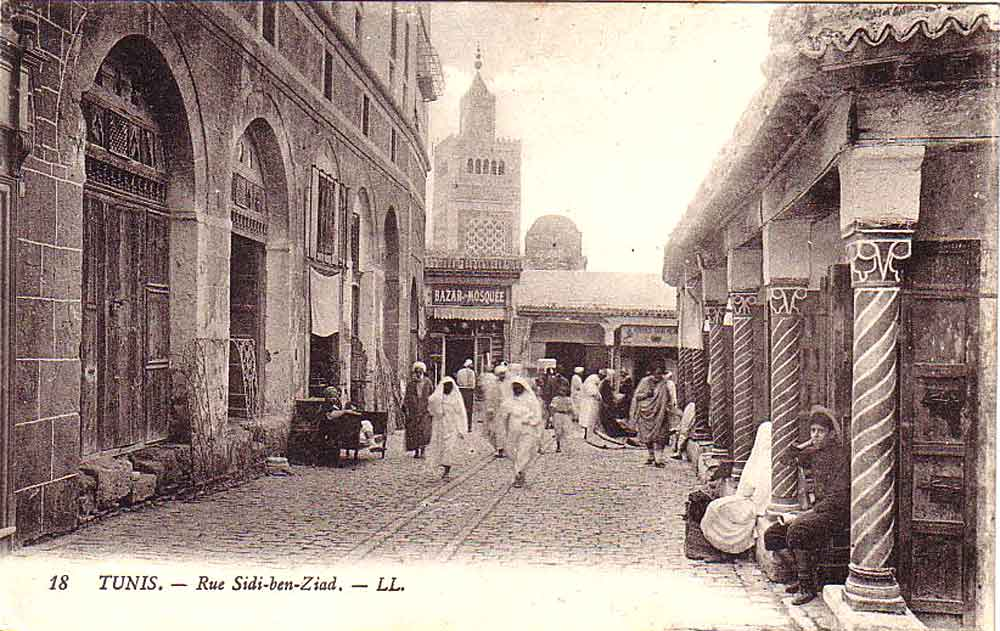
مئذنة جامع الزيتونة كما كانت تظهر من نهج سيدي بن زياد عام 1920
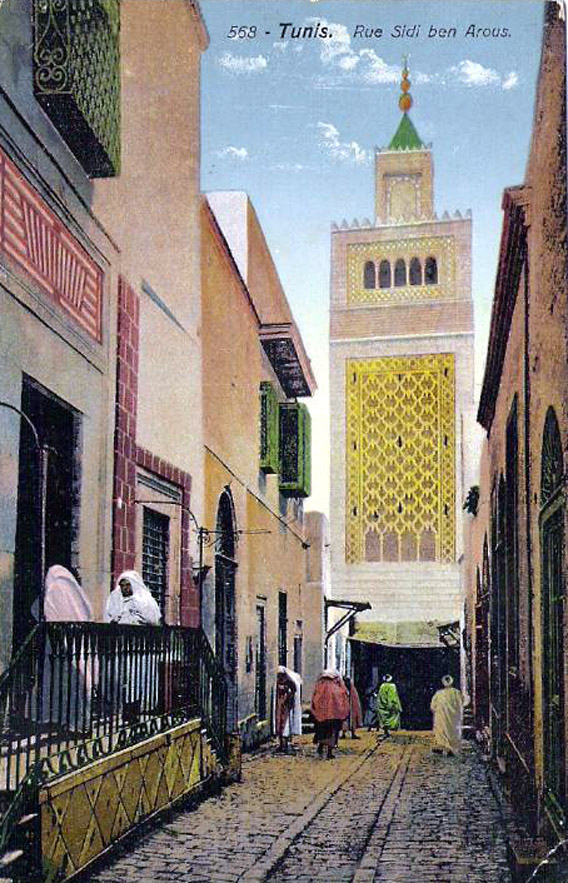
مئذنة جامع الزيتونة كما كانت تظهر من نهج سيدي بن عروس حوالي عام 1900
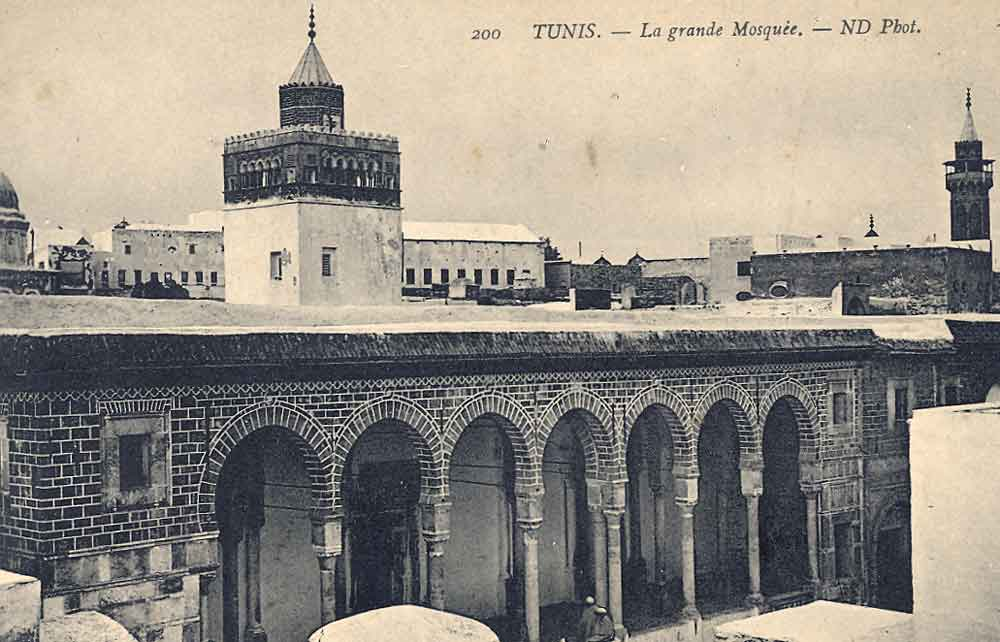
جامع الزيتونة عام 1880
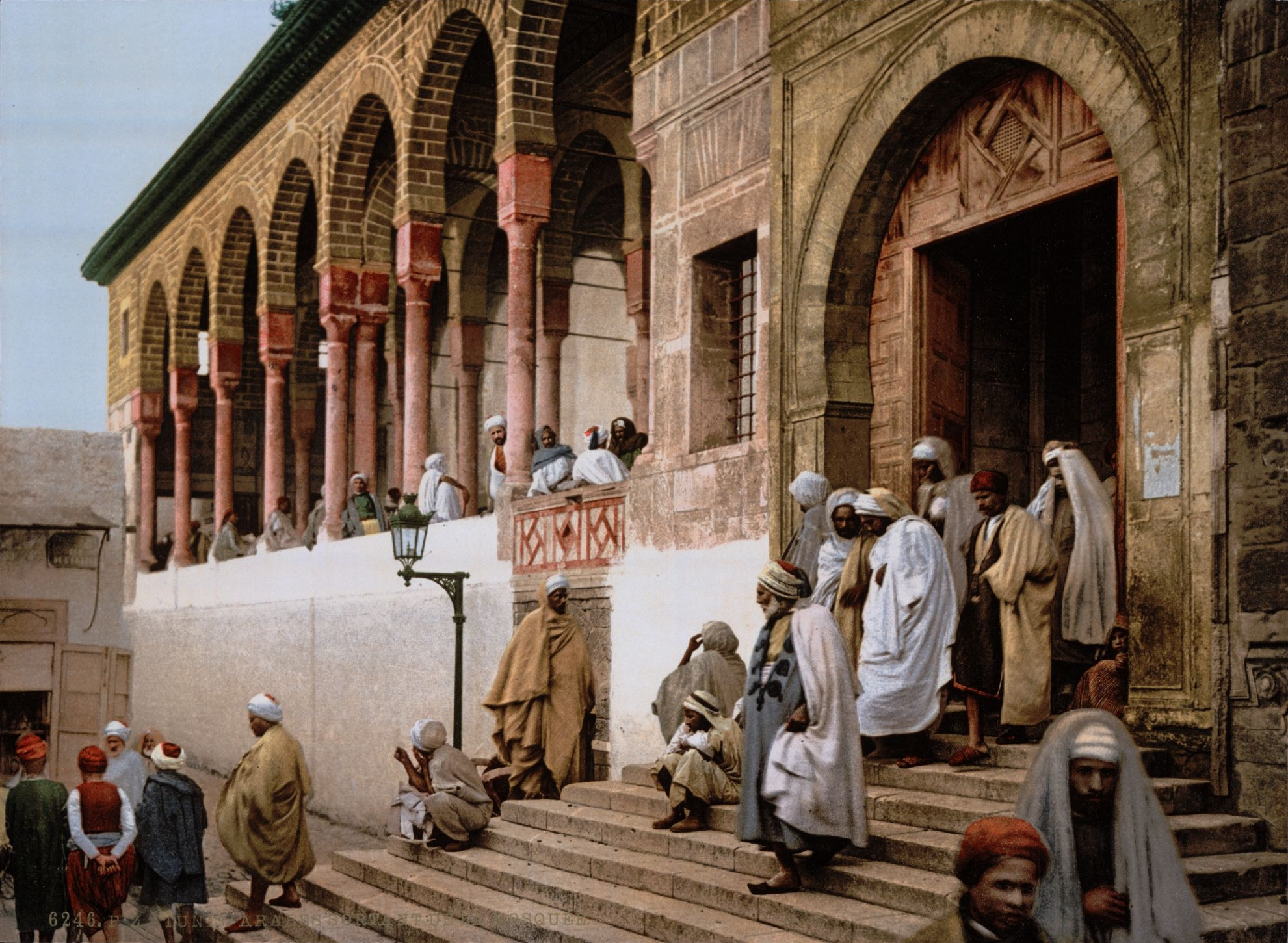
باب جامع الزيتونة عام 1890
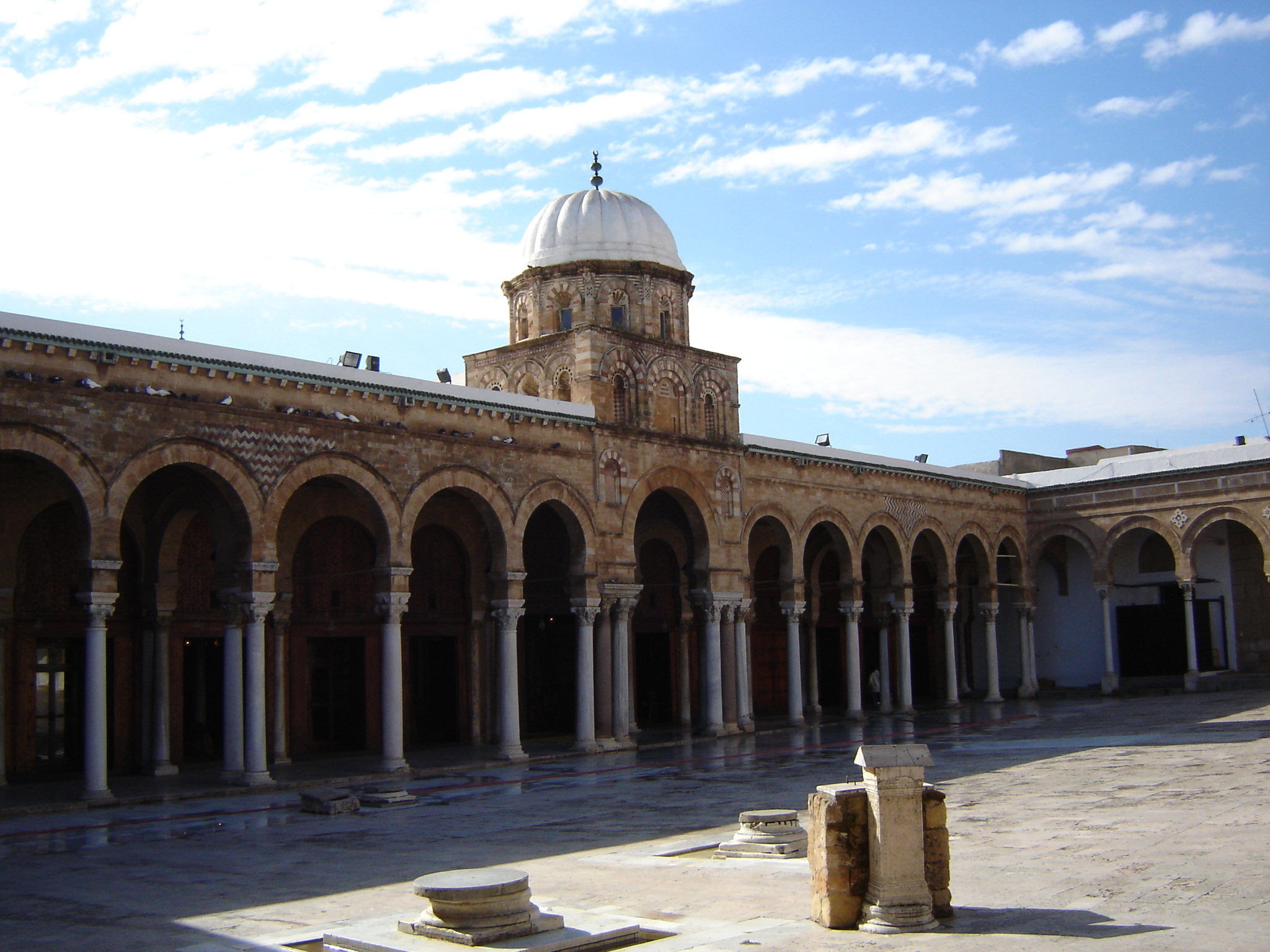
فناء جامع الزيتونة
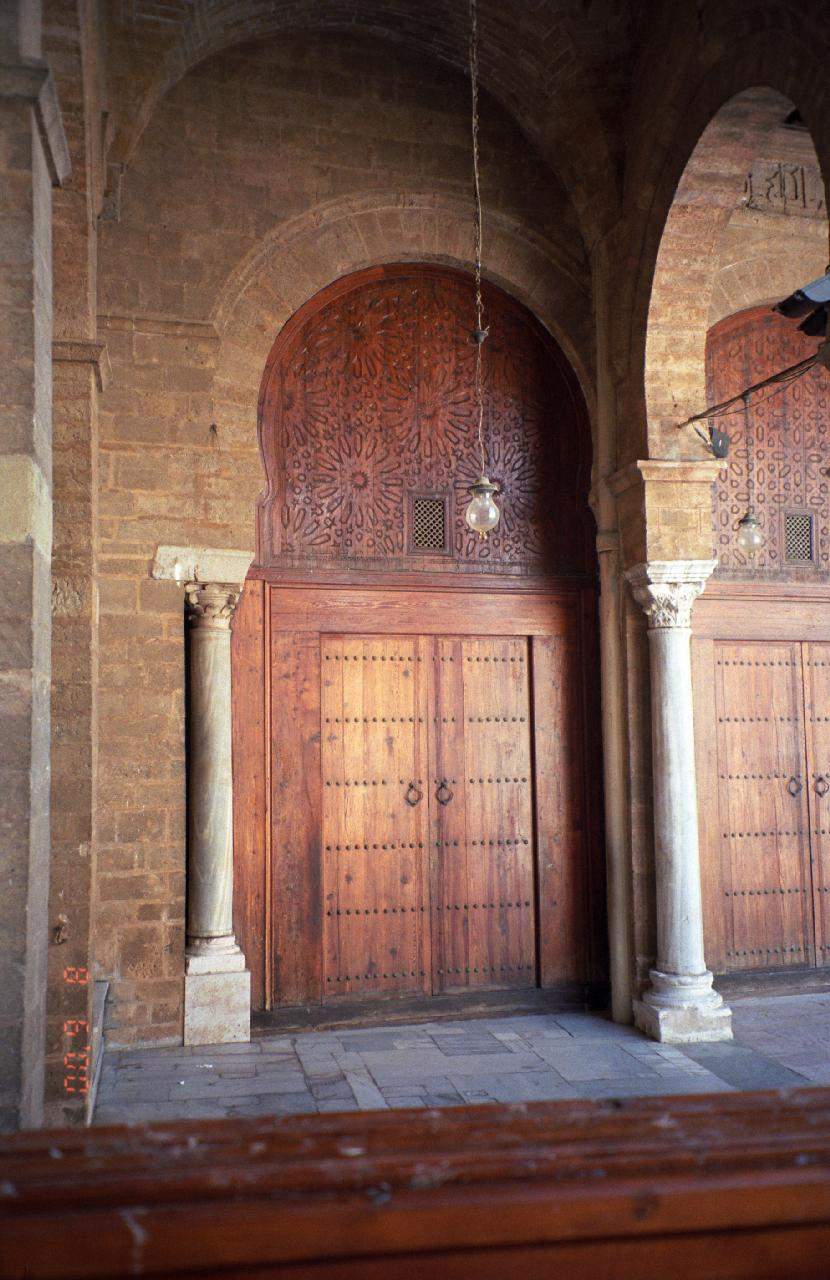
باب داخلي بجامع الزيتونة
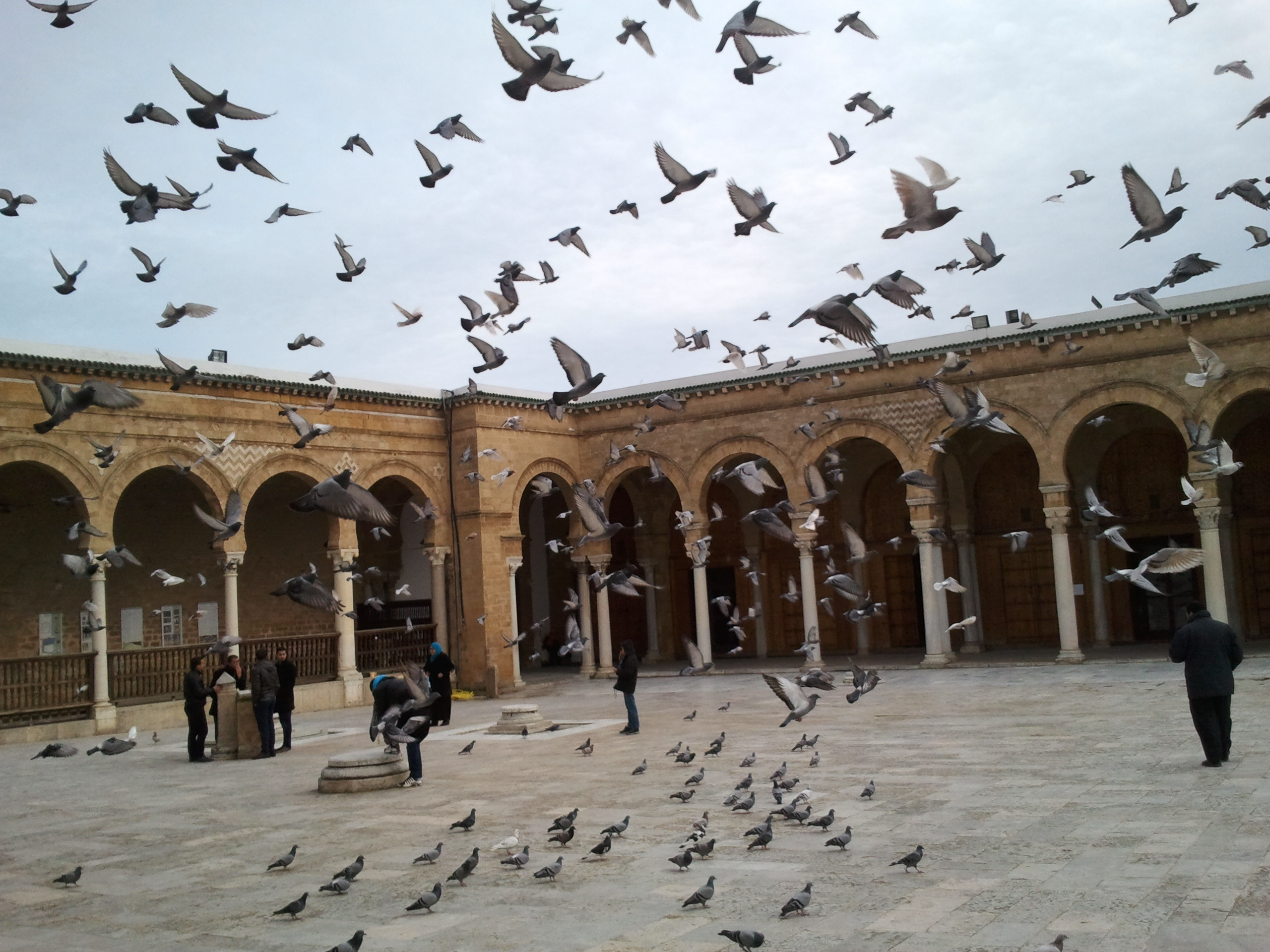
حمام يتجمّع وسط صحن جامع الزيتونة 2013
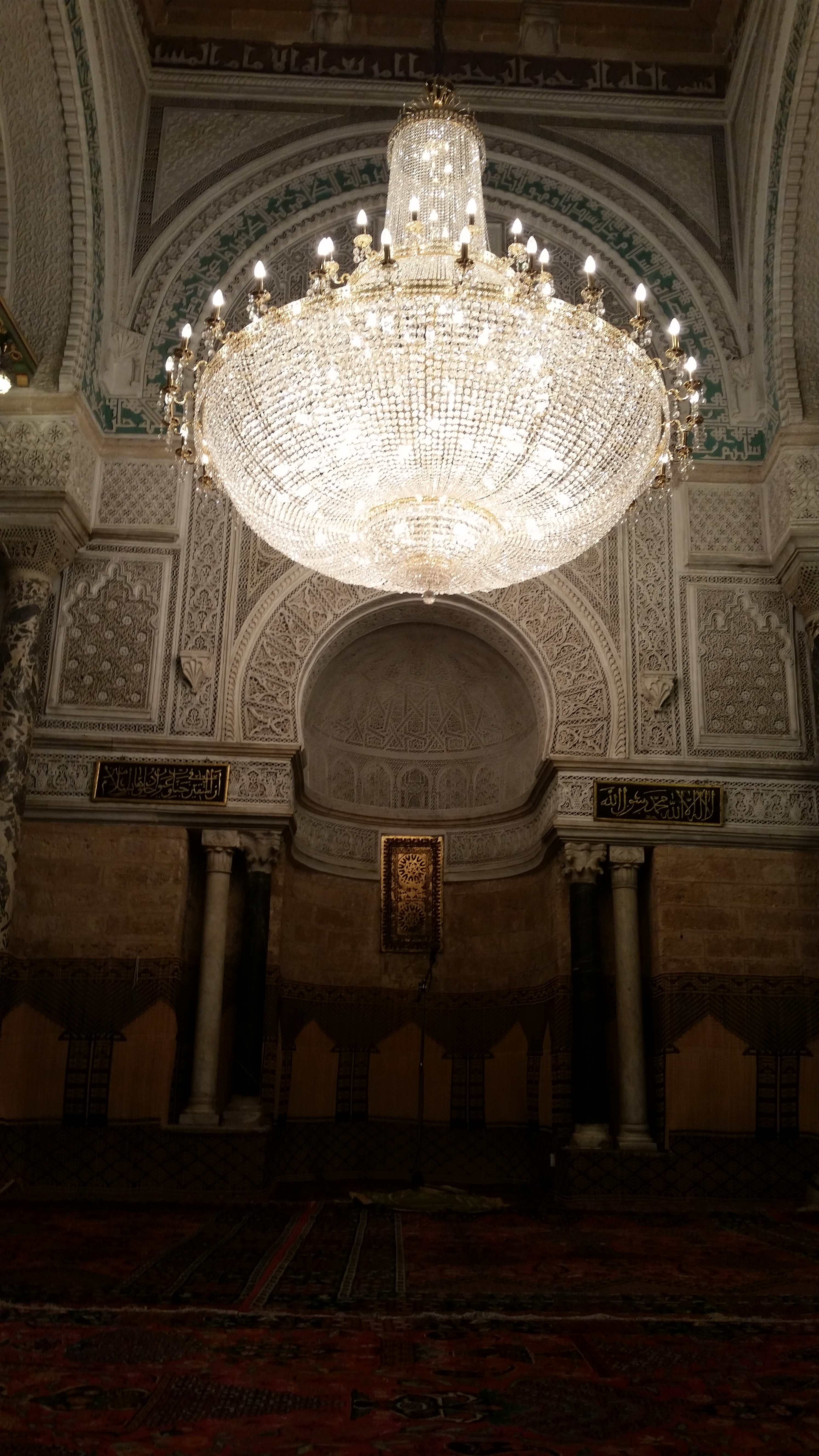
محراب جامع الزيتونة عام 2015
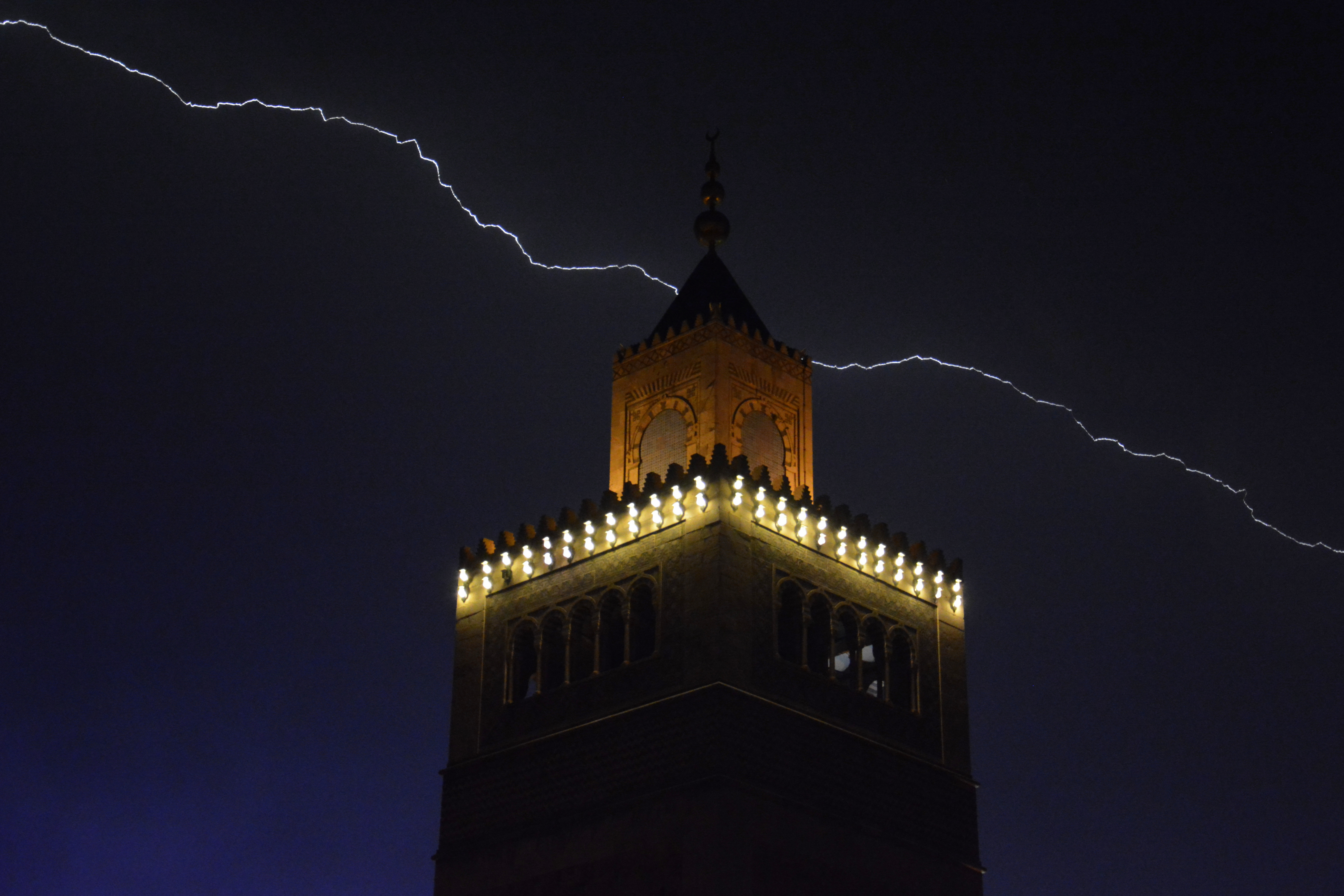
مئذنة جامع الزيتونة في الليل
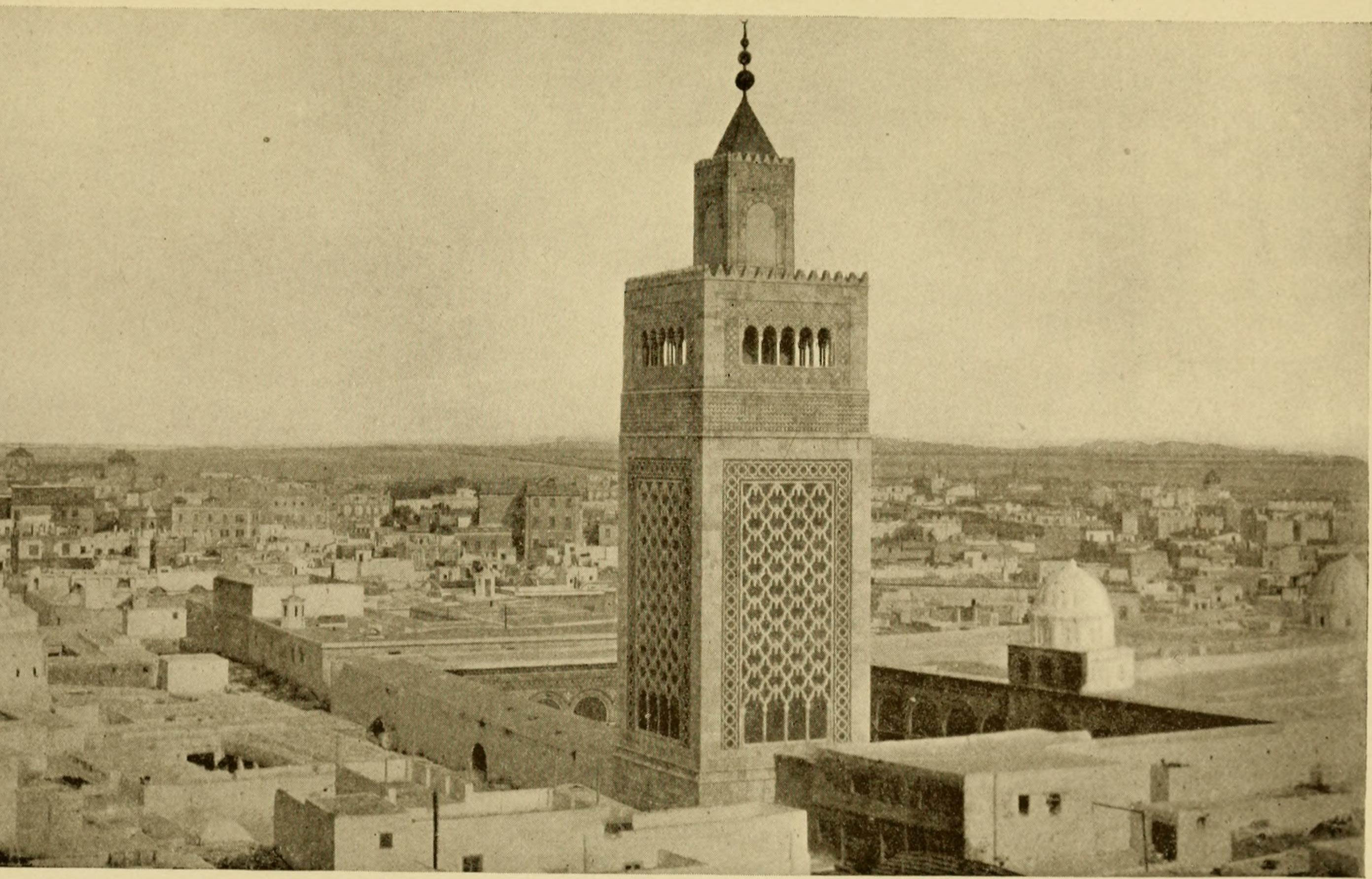
جامع الزيتونة عام 1907
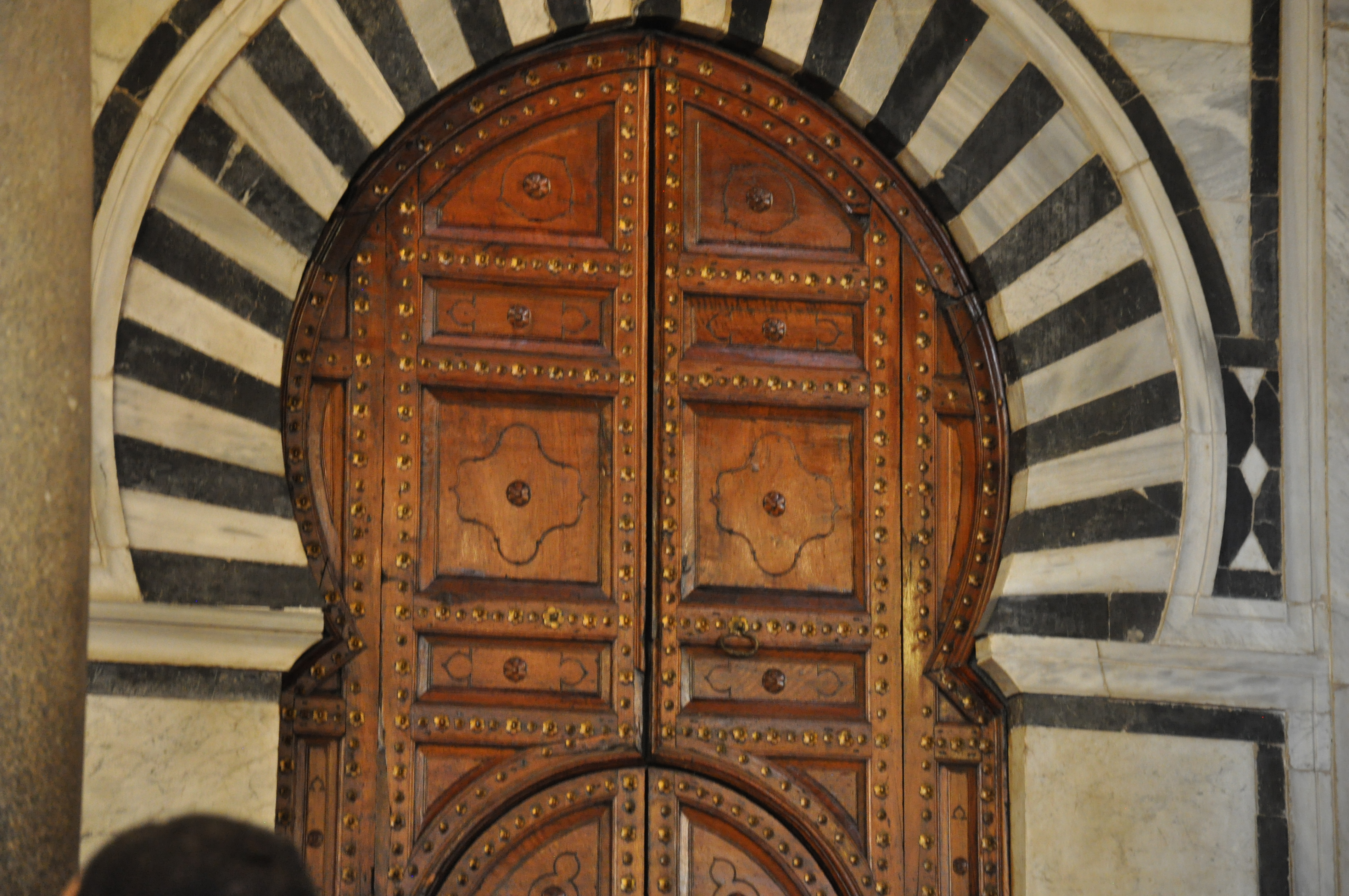
باب داخلي بجامع الزيتونة
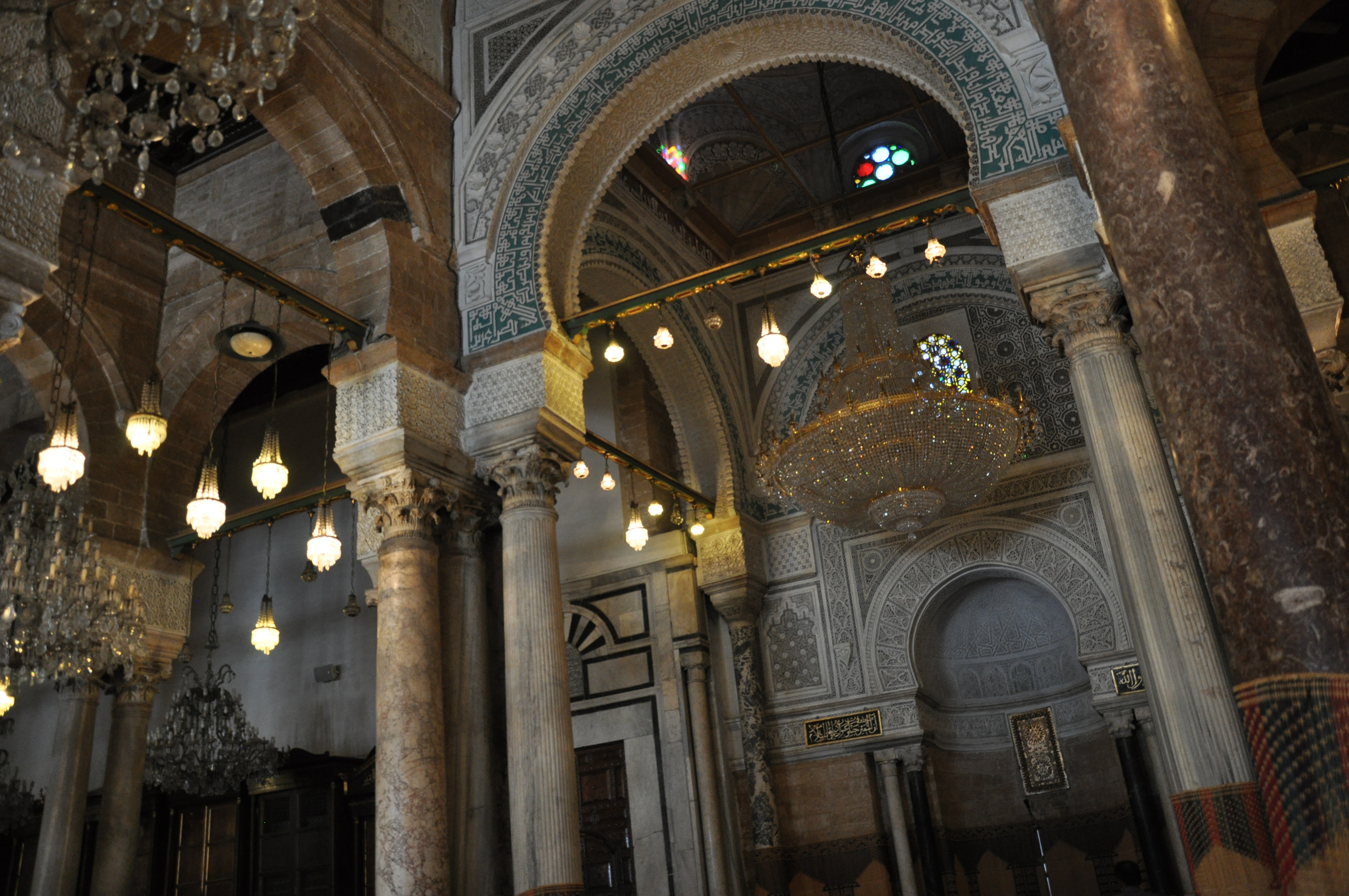
جامع الزيتونة من الداخل
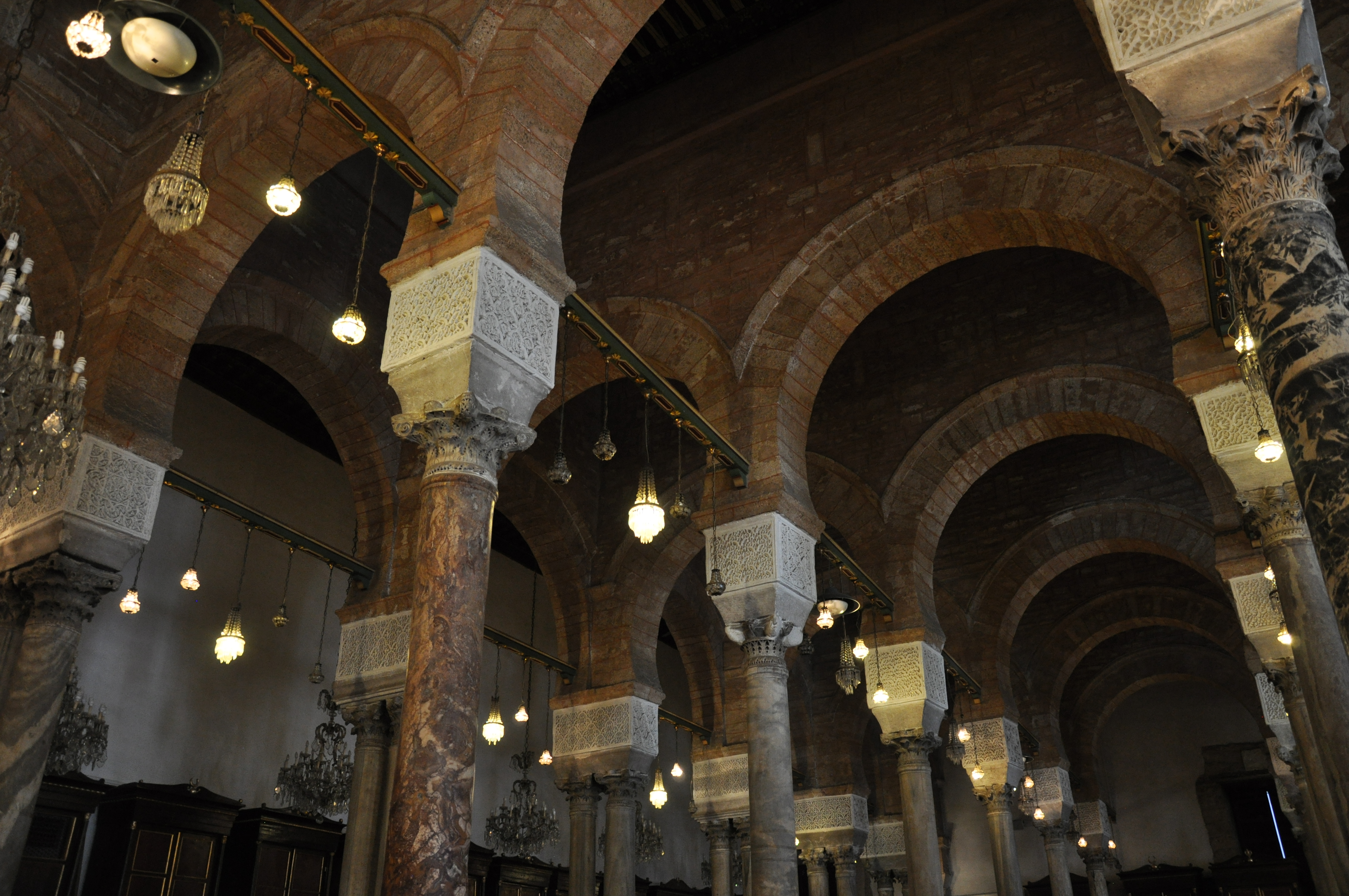
جامع الزيتونة من الداخل

## قائمة الأئمة الكبار
إمام جامع الزيتونة يسمى الإمام الأكبر، وهم:
| - ? - 1401: ابن عرفة. - 1401 - 1412: الغبريني. - 1412 - 1439: البرزالي. - 1439 - 1442: أبو القاسم القسنطيني. - 1442 - 1444: عمر كلشاني. - 1444 - 1447: محمد المصراطي القيرواني. - 1447: محمد بن عقاب. - 1447 - 1449: محمد الونشريسي. - 1449 - 1454: عبد الله البحيري. - 1454 - 1459: أحمد الكلشاني. - 1459 - 1573: [[''مدة غير مستقرة سببها الغزو الإسباني]]. - ? - ?: أحمد المصراطي. - ? - ?: محمد الكلشاني. - ? - ?: محمد الرصاع. - ? - 1573: محمد العصفوري (ابن عصفور). - 1573 - 1608: محمد الأندلسي. - 1608 - 1624: أبو يحيى الرصاع. - 1624 - 1812: ''عائلة البكري''. - ? - ?: علي تاج الدين العارفين البكري. - ? - ?: أبو بكر البكري. | - ? - ?: علي البكري. - ? - ?: أبو الغيث البكري. - ? - ?: حمودة الرغلي الأندلسي. - ? - ?: عثمان البكري. - ? - ?: حمودة البكري. - 1812 - 1819: حسان الشريف. - 1819 - 1839: محمد الشريف. - 1839 - 1851: إبراهيم الرياحي. - 1851 - 1868: محمود محسن. - 1868 - 1871: محمد محسن. - 1871 - 1874: أبو الفلاح صالح النيفر. - 1874 - 1890: محمد الشريف. - 1890 - 1919: أحمد الشريف. - 1919 - 1951: حمدة الشريف. - 1951 - 1953: محمود محسن. - 1953 - 1980: مصطفى محسن. - 1980 - 2011: عائلة الشريف من بينهم أحمد وأخاه محمد. - 2011 - 2015: حسين العبيدي. - 2015 - 2022: هشام بن محمود . |

## فروعه
- فرع تونس الأصلي
- فرع قفصة
- فرع بنزرت
- فرع منزل تميم
- فرع الكاف
- فرع جندوبة
- فرع صفاقس
- فرع القيروان
- فرع المتلوي
- فرع المنستير
- فرع غمراسن
- فرع سوسة
- فرع قصور الساف

## مقالات ذات صلة
- قائمة مساجد تونس
- الطاهر بن عاشور
- محمد الخضر حسين
- منصور أبو زبيدة الفيتوري
- جامع الدخيل

## روابط خارجية
- مجلة الهداية تصدرها وزارة العدل والشؤون الإسلامية بدولة البحرين، العدد 199 -السنة 17, رمضان 1414 - مارس 1994
- (fr) صفحة مدينة تونس على مواقع التراث العالمية لليونكسو.
- (fr) جامع الزيتونة على موقع متاحف بلا حدود.
- (fr) تاريخ جامع الزيتونة على موقع بلدية مدينة تونس.